# Wambaix
Wambaix település Franciaországban, Nord megyében. Lakosainak száma 368 fő (2022. január 1.). Wambaix Estourmel, Awoingt, Cattenières, Esnes, Haucourt-en-Cambrésis és Séranvillers-Forenville községekkel határos.

## Népesség
A település népessége az elmúlt években az alábbi módon változott:
| Lakosok száma | 345  | 369  | 383  | 374  | 369  | 363  | 366  | 368  | 368  |
|               | 2013 | 2015 | 2016 | 2017 | 2018 | 2019 | 2020 | 2021 | 2022 |